# Индиан-Ривер-Шорс
Индиан-Ривер-Шорс (англ. Indian River Shores) — небольшой город (таун), расположенный в округе Индиан-Ривер (штат Флорида, США) с населением в 3448 человек по статистическим данным переписи 2000 года.

## География
По данным Бюро переписи населения США Индиан-Ривер-Шорс имеет общую площадь в 18,65 квадратных километров, из которых 13,47 кв. километров занимает земля и 5,18 кв. километров — вода. Площадь водных ресурсов округа составляет 27,77 % от всей его площади.
Индиан-Ривер-Шорс расположен на высоте уровня моря.

## Демография
По данным переписи населения 2000 года в Индиан-Ривер-Шорс проживало 3448 человек, 1334 семьи, насчитывалось 1854 домашних хозяйств и 2881 жилой дом. Средняя плотность населения составляла около 184,88 человек на один квадратный километр. Расовый состав населённого пункта распределился следующим образом: 98,72 % белых, 0,12 % — чёрных или афроамериканцев, 0,06 % — коренных американцев, 0,67 % — азиатов, 0,44 % — представителей смешанных рас, Испаноговорящие составили 0,84 % от всех жителей.
Из 1854 домашних хозяйств в 4,6 % воспитывали детей в возрасте до 18 лет, 70,1 % представляли собой совместно проживающие супружеские пары, в 1,3 % семей женщины проживали без мужей, 28,0 % не имели семей. 26,8 % от общего числа семей на момент переписи жили самостоятельно, при этом 20,4 % составили одинокие пожилые люди в возрасте 65 лет и старше. Средний размер домашнего хозяйства составил 1,86 человек, а средний размер семьи — 2,17 человек.
Население города по возрастному диапазону по данным переписи 2000 года распределилось следующим образом: 4,9 % — жители младше 18 лет, 1,0 % — между 18 и 24 годами, 4,3 % — от 25 до 44 лет, 26,9 % — от 45 до 64 лет и 62,9 % — в возрасте 65 лет и старше. Средний возраст жителей составил 69 лет. На каждые 100 женщин в Индиан-Ривер-Шорс приходилось 85,5 мужчин, при этом на каждые сто женщин 18 лет и старше приходилось 85,1 мужчин также старше 18 лет.
Средний доход на одно домашнее хозяйство составил 110 729 долларов США, а средний доход на одну семью — 141 952 доллара. При этом мужчины имели средний доход в 100 000 долларов США в год против 40 179 долларов среднегодового дохода у женщин. Доход на душу населения составил 110 729 долларов в год. 1,5 % от всего числа семей в населённом пункте и 2,2 % от всей численности населения находилось на момент переписи населения за чертой бедности, при этом 2,9 % жителей были в возрасте 65 лет и старше.